# Paříž počká
Paříž počká (v originále Paris Can Wait) je americký hraný film z roku 2016, který režírovala Eleanor Coppola podle vlastního scénáře. Snímek měl světovou premiéru na Mezinárodním filmovém festivalu v Torontu 12. září 2016.

## Děj
Americký filmový producent Michael Lockwood je se svou manželkou Annou v Cannes. Po skončení zdejšího filmového festivalu však namísto plánované společné dovolené v Paříži musí služebně odletět do Budapešti. Anna má však zánět v uších, takže se Michaelův obchodní partner Jacques nabídne, že Annu vezme svým autem do Paříže. Jedou tedy jeho starým Peugeotem 504. Jacques využije cestu k tomu, aby Anně ukázal kulturní a gastronomické přednosti Francie. Protože Jacques ztratil svou peněženku, poprosí Annu o její kreditní kartu, aby mohl cestou platit všechny účty.
Jejich cesta nevede přímo do Paříže, ale Jacques jede nejprve k římskému akvaduktu Pont du Gard. Nadcházející noc stráví v malém venkovském hotelu. Poté se vydávají na cestu. Když projíždějí krajinou kolem Rhôny, mají nehodu, a tak Jacques využije přestávku k pikniku na břehu řeky. V nejbližší vesnici jim automechanik sdělí, že auto je již nepojízdné a tak si na následující cestu musejí vypůjčit nové auto. Pokračují do Lyonu, kde v Institut Lumière navštíví Jacquesovu přítelkyni Martine. Po společném obědě ještě navštíví muzeum textilu – Musée des Tissus et des Arts décoratifs.
Z Lyonu už pokračují do Paříže, ale Anna chce ještě navštívit klášter ve Vézelay. Zde se také navečeří. Do Paříže dorazí až pozdě v noci a Jaqques zaveze Annu do vypůjčeného bytu. Poprosí Annu, aby s ním šla na večeři, až bude za několik týdnů služebně v San Franciscu. Následujícího dne obdrží od Jacques balíček čokolády a hotovost za výdaje z její kreditní karty. 

## Obsazení
| Diane Lane     | Anne Lockwood    |
| Arnaud Viard   | Jacques          |
| Alec Baldwin   | Michael Lockwood |
| Élise Tielrooy | Martine          |